# 安閑寺 (文京区)
安閑寺（あんかんじ）は、東京都文京区にある真宗大谷派の寺院。

## 歴史
1628年（寛永5年）、釈善徹によって開山された。当初は市谷田町に寺基を置いていたが、その後、用地召し上げなどのため1647年（正保4年）に現在地に移転した。
元禄時代より衆生の病を治すべく、参拝者に灸を施術していた。そのため当寺は名灸として知られていた。

## 異伝
なお、異伝として下記のような話が伝わっている。
古墳時代の大連大伴金村の子・金枝は安閑天皇に仕えていたが、安閑天皇の崩御を深く悲しみ、官職を辞して安閑天皇陵に近い河内国石川の地（現・大阪府富田林市・南河内郡周辺）に隠棲し、子の金麿とともに安閑天皇の冥福を祈った。その後、仏教が伝来すると金枝は出家して「釈珍識」と名乗り、自宅を仏教の道場としたという。これを以て当寺の起源としている。
その後、天平年間（729年 - 749年）に安閑陵により近い高屋（現・大阪府羽曳野市古市）に移転し、「天皇山安閑寺」を称した。後に真言宗に属することになる。
建武年間（1334年 - 1336年）の兵乱により堂宇が消失したため、安閑天皇の位牌を奉持して三河国宝飯郡（現・愛知県蒲郡市・豊川市周辺）に移転する。
天正年間（1573年～1593年）に当寺第37世住職釈善徹は教如の弟子となり、浄土真宗に改宗した。そして、慶長年間（1596年～1615年）に江戸に移転した。
寺号が「安閑寺」であるのは「安らかに静かなるさま」を意味する普通名詞ではなく、山号が「天皇山」であることを含めて安閑天皇に由来するという。

## 寺宝等
- 阿弥陀如来像（本尊）
- 鐘

## 墓所
- 駒ヶ嶽國力（大相撲力士）

## 交通アクセス
- 白山駅A1出口より徒歩8分（経路案内）。